# 仙台市屋内グラウンド
仙台市屋内グラウンド（せんだいし・おくないグラウンド）は、宮城県仙台市泉区の仙台市泉総合運動場内にある多目的ドーム施設。愛称は「シェルコムせんだい」。

## 概要
愛称「シェルコム」は、屋根の形状が貝殻に似ていることに因む「Shell」と、「コミュニティ」を組み合わせた造語である。施設は仙台市が所有し、公益財団法人仙台市スポーツ振興事業団が指定管理者として運営管理を行っている。利用者数は年間約12.6万人。
フィールドは人工芝。スタンドは180席の固定座席と可動式の座席からなり、野球・サッカーを始め様々なスポーツに使用されるが、フィールドサイズや収容人員の問題からプロスポーツの興行に使用されることはない。しかし近年はソフトボール日本代表の壮行試合を開催している。
この他に泉総合運動場内には、Jリーグ2部所属のベガルタ仙台の練習場である泉サッカー場や、同クラブのクラブハウスなどが隣接している。

## 利用可能種目
- 硬式野球・軟式野球・ソフトボール：1面
- テニス：6面
- サッカー：フットサル4面
- アメリカンフットボール：1面
- その他ゲートボールなどでも利用可。

## 施設概要
- アリーナ面積：13,132m²[2]
- 開閉式鉄骨骨組膜構造（屋根部分の約40％がグラウンド面から開閉可能）
- グラウンド面から天井最高部までの高さ：約51m
- 野球使用時：両翼91.5m、中堅115.82m[2]
- 内外野：砂入り人工芝[2]（野球使用時の場合、砂が災いして転倒することもある）
- スコアボード：LED式（10回+合計まで表示可能、選手名表示はなし。サッカー用の45分時計も設置）
- 収容人員：1,050人（座席）

## イベント
- 市民マラソン in 仙台（スタートとゴール）

### 大規模イベント実績
- 2000年（平成12年）10月18日・19日 - SMAPコンサート「S map Tour」。
- 2001年（平成13年）
  - 8月16日 - V6コンサート「Volume6」。
  - 8月16日・17日 - V6コンサート「Feel your breeze "one" summer」。
- 2004年（平成16年）7月17日・18日 - ソフトボール日本代表・アテネ五輪壮行試合（対イタリア代表）。
- 2005年（平成17年）8月3日・4日 - 女子ソフトボール・日米インターナショナルマッチ in 仙台。
- 2016年（平成28年）6月24日・25日 - 日米対抗ソフトボール2016 第2戦・第3戦。以降、当球場にて同大会が不定期に開催されている。

## 中学野球の聖地
中学野球でも多く使用され3月に東北各県選抜チームによる東北選抜大会、6月に泉区総体メイン会場、10月には泉区新人戦、11月には県秋季選抜大会と多くの試合（年間約30試合）が行われており中学野球のメッカになりつつあるが、金具スパイクが使えない欠点がある。

## 交通
- 仙台市地下鉄南北線 泉中央駅：バスターミナル3番のりばから、宮城交通バスの泉高校経由泉総合運動場行で、終点「泉総合運動場前」バス停下車後、徒歩で約3分。
- 仙台市地下鉄南北線 泉中央駅：バスターミナル2番のりばから、仙台市営バスの根白石・泉ヶ岳・実沢営業所・住吉台方面行で、「泉総合運動場・社会福祉センター前」バス停下車後、徒歩で約8分。
- 泉中央駅から徒歩で約25分。